# Shikō Munakata

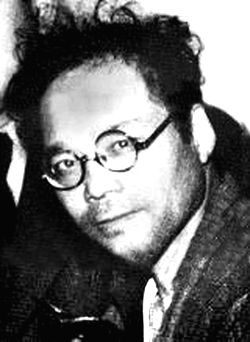
Shikō Munakata

Shikō Munakata (japanisch 棟方 志功, Munakata Shikō; * 5. September 1903 in  Aomori; † 13. September 1975) war ein japanischer Holzschneider und Maler, der als Vertreter der Sōsaku-hanga- und Mingei-Bewegungen den traditionellen japanischen Holzschnitt im 20. Jahrhundert erneuerte und an zeitgenössischen Tendenzen der internationalen Kunst neu ausrichtete.

## Leben und Werk
Am 5. September 1903 wurde Shiko Munakata in Aomori als sechstes von 15 Kindern geboren. Der Vater war einer alten Familientradition entsprechend Schmied. Nach dem Tod seiner Mutter 1920 arbeitete Munakata als Gerichtsdiener, während er in seiner Freizeit zu zeichnen und skizzieren begann. Nachdem Munakata in einer illustrierten Zeitschrift Werke von Vincent van Gogh gesehen hatte, begann er sich mit der Ölmalerei zu beschäftigen. Gemeinsam mit Schulfreunden gründet er eine Malergruppe, die sich dem „Westlichen Stil“ (Yōga) verschrieben hatte. Seine Begeisterung für van Goghs Malerei kannte kaum Grenzen. In seiner Autobiographie bemerkte er selber, dass er alles unternommen hätte, um wie van Gogh zu werden. Im September 1924 ging Munakata nach Tokio, um seine Karriere als Maler voranzutreiben, und erzielte in der Tat erste Ausstellungserfolge.
Er zeichnete Szenen der Stadt mit Zerstörungen des Erdbebens von 1923. Ein bereits in Aomori entstandenes Gemälde wurde auf der 5. Kaiserlichen Kunstausstellung – allerdings erfolglos – ausgestellt. Bis 1928 wurden seine Werke bei den folgenden Ausstellungen abgelehnt. 1925 arbeitete Munakata für circa ein Jahr bei der Kyozai-Verlagsagentur als Illustrator. Im März wurde ein Ölbild von ihm auf der 3. Ausstellung der Hakujitsu Gruppe im neu eröffneten Tokioter Präfekturmuseum gezeigt.
Verschiedene Überlieferungen berichten, dass Munakata durch den Holzschnitt Frühsommerbrise von Sumio Kawakami, den er 1926 sah, angeregt wurde, sich mit dieser künstlerischen Technik auseinanderzusetzen, die er in den folgenden Jahren bevorzugte. Zunehmend gelangte er zu der Auffassung, dass die zahlreichen Gruppierungen, die in Japan eine Kunst nach westlichem Vorbild etablieren wollten, kaum über epigonale Ansätze hinauskamen. So entschied er für sich, dass die in Japan überaus traditionsreiche Technik des Holzschnitts das für ihn adäquate Ausdrucksmittel sei. Munakata orientierte sich jedoch nicht am berühmten und populären Ukiyo-e Stil des 17. bis 19. Jahrhunderts, sondern er griff auf deutlich ältere Traditionen des Zen-Buddhismus aus dem 9. bis 11. Jahrhundert zurück.
1931 veröffentlichte der Verleger Kuraba Hanga das Buch Hochzeits-Tierkreis mit Holzschnitten Munakatas. Gleichzeitig wurden 27 Ölgemälde und sieben Holzschnitte in einer ersten Einzelausstellung präsentiert. Im Herbst des Jahres unternahm Munakata eine Reise, auf der die beiden Holzschnitte Gärten des Herrenhauses Hasegawa in Kameda: Der innere Garten und Der hintere Garten entstanden, mit denen er im folgenden Jahr auf der 7. Kokugakai-Ausstellung den Kokugakai-Preis gewann. Das Pariser Musée du Luxembourg und das Bostoner Museum kauften erstmals Werke von ihm an. 1933 gab das Magazin Hangeijutsu (Kunst des Drucks) eine Sonderausgabe mit Drucken Munakatas heraus. Auf der Ausstellung zum zeitgenössischen japanischen Holzschnitt, die im Frühjahr 1934 in Paris stattfand, war Munakata mit mehreren Werken vertreten und bei der 1936 in Berlin anlässlich der Olympischen Spiele veranstalteten internationalen Kunstausstellung wurden zwei Drucke Munakatas gezeigt.
Angeregt durch Soetsu Yanagi, begann Munakata sich mit der Urazaishiki-Technik zu beschäftigen, die er später bei seinen Farbholzschnitten anwendete. Dabei werden die Farben nicht auf die Vorderseite des Drucks, sondern mit dem Pinsel von hinten auf das durchscheinende Papier aufgetragen, von wo aus sie auf die Vorderseite des Blattes durchschlagen. Diese Technik ermöglicht es, die kontrastreiche Druckwirkung der Holzschnitte beizubehalten und gleichzeitig eine malerische Wirkung zu erzielen.
1936 nahm er an dem Kunstwettbewerb anlässlich der Olympischen Spiele in Berlin mit den Werken „Gruppen-Lauf“ und „Bürger-Turnen“ teil. Seine Beiträge wurden jedoch nicht prämiert. – 1938 gewann er als erster Künstler mit einem druckgraphischen Werk einen Preis auf der Bunten-Ausstellung (Die Geschichte des Kormorans), wodurch er in Japan größere Bekanntheit erlangte. 1941 erhielt er für seine Serien Zwei Bodhisattva und Zehn große Jünger des Shaka den Saburi-Preis als bedeutendster moderner Künstler des Jahres in Japan. Auf Grund der Kampfhandlungen im Pazifischen Raum während des Zweiten Weltkrieges wurde Munakata mit seiner Familie im April 1945 aus Tokio nach Fukumitsu in der zentraljapanischen Präfektur Toyama evakuiert, wo sie bis zum November 1951 lebten. Sein Haus in Yoyogi wurde bei Luftangriffen auf Tokio zerstört, wobei ein Großteil seiner bis dahin entstandenen Werke verloren ging.
In Auseinandersetzung mit der Musik Beethovens entstand 1951 für den Textilfabrikanten Sōichirō Ōhara die Serie Zur Ehre Beethovens 5. Symphonie, die im selben Jahr auf der 1. Biennale von São Paulo in Brasilien gezeigt wurde. 1955 gelang ihm endgültig bei seiner dritten Teilnahme an der Biennale von São Paulo der internationale Durchbruch. Munakata erhielt für seine Werke Zwei Bodhisattva und Zehn große Jünger des Shaka und Drei Frauen aufsteigend, Drei Frauen absinkend den Ersten Preis in der Kategorie Druck, die Medaille Luzica Matarazzo. Ein Jahr darauf stellte er auf der Biennale von Venedig elf Arbeiten aus und gewann mit Weide in Grün und Blüten in Rot den Großen Preis für Druckgraphik.

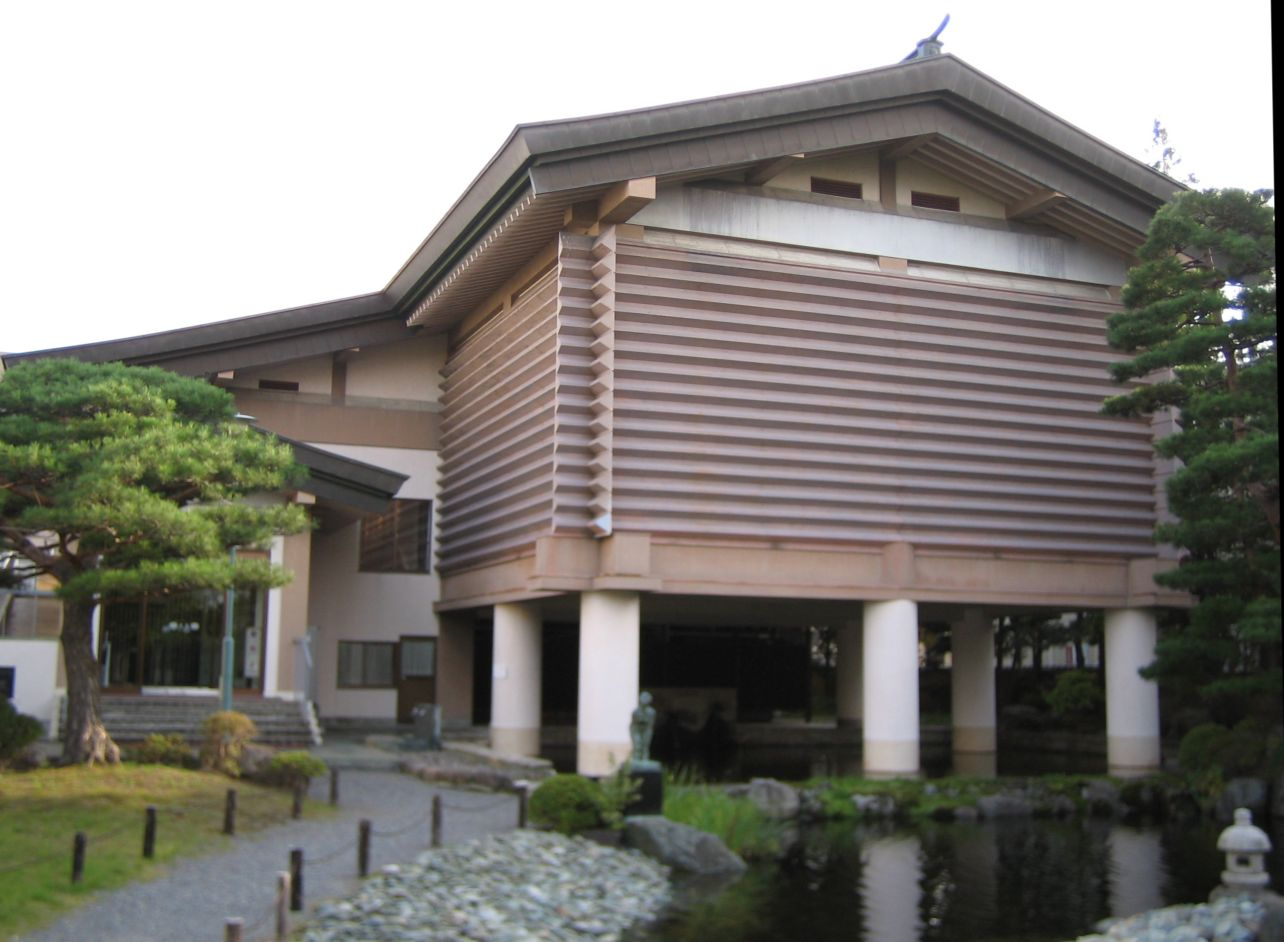
Munakata-Museum in Aomori

Die Folgejahre waren angefüllt mit zahlreichen Reisen und Ausstellungen in Japan, Amerika und Europa. 1960 wurden seine Werke in einer Wanderausstellung unter anderem in Wien, Braunschweig und Frankfurt am Main gezeigt. 1964 wurde er mit dem Asahi-Preis ausgezeichnet. Munakata erhielt wiederholt Einladungen zu Vorträgen an Universitäten in den USA. Anlässlich der Einweihung eines Kulturzentrums, für das er zwei Wandbilder geschaffen hatte, ernannte ihn seine Geburtsstadt Aomori 1969 zum Ehrenbürger. Auf der Weltausstellung in Osaka 1970 war er mit den beiden monumentalen Wandbildern Erde, von der Menschheit zu den Göttern und Himmel, von den Göttern zur Menschheit vertreten. Im gleichen Jahr wurde er als Person mit besonderen kulturellen Verdiensten geehrt und darüber hinaus mit dem Kulturorden ausgezeichnet. Obwohl ihm seine Gesundheit zunehmend Probleme bereitete, unternahm Munakata weiterhin zahlreiche Reisen und veranstaltete Ausstellungen im In- und Ausland. Im Oktober 1973 wurde die Munakata-Stiftung eingerichtet und 1974 zu seinem 71. Geburtstag in Kamakura das Munakata-Museum eröffnet. Am 13. September 1975 erlag Shiko Munakata in seinem Haus in Tokio einem fortschreitenden Krebsleiden. Zwei Monate später eröffnete in Aomori das Shiko-Munakata-Kunstmuseum.
In Japan wurde Munakata auch nach seinem Tode 1975 hoch geehrt. Anlässlich seines zehnten Todestages fand eine umfangreiche Retrospektive seiner Holzdrucke statt, die unter anderem im Nationalmuseum für moderne Kunst Tokio zu sehen war. 2002 waren es dann das Philadelphia Museum of Art und das Los Angeles County Museum of Art, die dem Künstler eine Ausstellung widmeten. 2004 zeigte das Städtische Kunstmuseum Spendhaus Reutlingen erstmals nach über vierzig Jahren wieder Arbeiten dieses außergewöhnlichen Holzschneiders in Deutschland.